# Brodnica
Brodnica (poljsko Brodnica nemško Strasburg (pomoč·info)); je staro srednjeveško mesto v severni Poljski ob reki Drwęca, domnevno blizu geografskega središča Evrope. Mesto je imelo leta 2010 27.731 prebivalcev in je eno glavnih mest Kujavsko-Pomorjanskega vojvodstva. 

## Šport
Sparta Brodnica je poljski nogometni klub. (Liga: IV)
- Uradno spletno mesto (poljsko)
- Sparta Brodnica (90minut.pl) (poljsko)

## Galerija
- Srednjeveška mestna vrata
- Cerkev
- Cerkev
- Grad Brodnica
- Palace
- Rotovž